# 江苏邮政管理局旧址
江苏邮政管理局旧址位于中国江苏省南京市鼓楼区大马路62号，中国银行南京分行旧址东侧，现为下关街道就业培训服务中心和鸿兴达人力资源市场。
前身为清光绪二十五年（1899年）设立的南京邮政局，1914年改称江苏邮务管理局，1929年又更为现名，其办公地点原在大石桥，1918年因业务扩展而在大马路建造新的办公大楼。建筑采用西方古典风格，钢筋混凝土结构，地上三层，地下两层，另在顶部设有可供人登临远眺的两层圆顶塔楼。沿街立面为外廊式，细部饰有水刷石浮雕，内部底层为宽敞的邮政大厅，顶部房间围绕天井布置，并以内廊联系。